# Дідик Іван Михайлович
Дідик Іван Михайлович (англ. Ivan Didyk, (1951, с. Кострино, Великоберезнянського району, Закарпатської області) — український художник, викладач в Ужгородському коледжі мистецтв ім. А.Ерделі та Закарпатському художньому інституті, (відмінник освіти), член Національної спілки художників України.
Заслужений художник України (23 серпня 2014).

## Творчість
Іван Дідик є представником закарпатської школи живопису, пейзаж та натюрморт — основні теми його творчості. Досконале володіння технікою пастелі, надає його творам особливий впізнаваний стиль. Характерною для митця, є також техніка малярства на склі, як продовження традиції Закарпатського народного мистецтва.

## Біографія
Іван Дідик здобув освіту у Ужгородському коледжі мистецтв ім. А. Ерделі (1966—1970) та Львівській академії мистецтв (1970—1975) на кафедрі «Проектування інтер'єру та меблів». Викладачі з фаху: Роман Сельський, Володимир Овсійчук, Данило Довбошинський. Лауреат обласної премії ім. Й.Бокшая та А.Ерделі у жанрі станкової графіки 2008 — твори «С.Гукливий, церква Святого Духа» та «Жовті троянди», 2012 — за серію графічних творів «Різдвяні настрої», «Мереживо звуків», «Магія вогню».

### Родина
- Дружина — Дідик Надія Ярославівна, заслужений художник України.
- Діти — Іванка Войтович (живописець), Наталія Мирончук — живописець, викладач в Ужгородському коледжі мистецтв ім. А.Ерделі[4].